# Wilfried Wiegand
Wilfried Wiegand (* 24. Januar 1937 in Berlin; † 8. Mai 2020) war ein deutscher Journalist und Kunsthistoriker mit den Forschungsschwerpunkten Kunstgeschichte der Fotografie und Theorie und Praxis der Kunstkritik. Er verfasste unter anderem Publikationen über Pablo Picasso und Andy Warhol sowie zur Geschichte von Film und Fotografie.

## Leben und Wirken

### Journalist und Kunsthistoriker
Wilfried Wiegand studierte Kunstgeschichte in Berlin bei Hans Kauffmann, in München bei Hans Sedlmayr und in Hamburg bei Wolfgang Schöne. 1971 promovierte er in Hamburg.
In den Jahren 1966 bis 1968 war Wiegand Redakteur der Tageszeitung Die Welt, anschließend bis 1969 Redakteur des Nachrichtenmagazins Der Spiegel und bis 2002 Redakteur der Frankfurter Allgemeinen Zeitung (FAZ), für die er von 1981 bis 1985 und von 1997 bis 2001 als Kulturkorrespondent in Paris tätig war. In den Jahren 1986 bis 1996 war Wiegand Feuilletonchef der FAZ. 1996 war er Ehrengast der Villa Massimo in Rom.

Lewis Carroll: Alexandra „Xie“ Kitchin als Teehändlerin, 1873, Fotografie, aus der Sammlung Wilfried und Uta Wiegand

Seit 2003 war Wiegand Lehrbeauftragter am Institut für Kunst- und Musikwissenschaft der Technischen Universität Dresden und wurde am 16. Juli 2008 zum Honorarprofessor für Kunstgeschichte der Moderne an dieser Universität ernannt. Im Juni 2017 verlieh ihm die TU Dresden „in Anerkennung seiner herausragenden Leistungen auf dem Gebiet der kunst- und kulturhistorischen Vermittlung sowie seiner besonderen Verdienste um die Erforschung der Fotografie und des Films“ die Ehrendoktorwürde. Wilfried Wiegand lebte in Berlin.

### Die Fotosammlung Uta und Wilfried Wiegand
Das Frankfurter Kunstmuseum Städel erwarb 2011 eine Sammlung mit Fotografien, die Wiegand zusammen mit seiner Frau, der Modedesignerin Uta Wiegand, seit 1975 zusammengetragen hat. Die Kollektion umfasst etwa 200 originale Fotografien aus dem frühen 19. Jahrhundert bis hin zur Klassischen Moderne der 1930er Jahre und enthält unter anderem Arbeiten von Eugène Atget, Brassaï, Julia Margaret Cameron, Lewis Carroll, Gertrude Käsebier, Dora Maar, Eadweard Muybridge, Man Ray, August Sander, Edward Steichen und Alfred Stieglitz. Sie zeichnet die Entwicklung des Mediums Fotografie über die ersten hundert Jahre nach. Fotografien der Sammlung Wiegand wurden zusammen mit Gemälden und Skulpturen im Rahmen der Neupräsentation Kunst der Moderne 1800–1945 im Städel Museum seit dem 17. November 2011 gezeigt. Auch im Januar 2017 zeigte das Museum Fotografien aus der Sammlung der Eheleute gleichberechtigt neben Gemälden.

## Ehrungen
- 2005: Kulturpreis der Deutschen Gesellschaft für Photographie
- 2017: Ehrendoktorwürde der Technischen Universität Dresden

## Publikationen (Auswahl)
- Ruisdael-Studien: Versuch einer Ikonologie der Landschaftsmalerei. Hamburg 1971 (Dissertation).
- mit Rainer Crone: Die revolutionäre Ästhetik Andy Warhols. Melzer, Darmstadt 1972.
- Pablo Picasso mit Selbstzeugnissen und Bilddokumenten. Rowohlt, Reinbek 1973. 21. Auflage 2008, ISBN 978-3-499-50205-7.
- Frühzeit der Photographie: 1826–1890. Societäts-Verlag, Frankfurt 1980, ISBN 3-7973-0339-4.
- Die Wahrheit der Photographie. Klassische Bekenntnisse zu einer neuen Kunst. Hrsg. von Wilfried Wiegand. S. Fischer, Frankfurt am Main 1981, ISBN 3-10-091504-6.